# Jo Cals
Jozef Maria Laurens Theo Cals, dit Jo Cals, né le 18 juillet 1914 à Ruremonde et mort le 30 décembre 1971 à La Haye, est un homme d'État néerlandais. Membre du Parti populaire catholique (KVP), il est Premier ministre des Pays-Bas du 14 avril 1965 au 22 novembre 1966. Le 5 décembre 1966, lui est accordé le titre honorifique de ministre d'État.

## Biographie
Cals naît à Ruremonde, au Limbourg, le 18 juillet 1914. Après avoir terminé ses études secondaires dans sa ville natale, il étudie à la prêtrise à Rolduc.

### Scoutisme
Cals est en 1930, juste après la fondation du Scoutisme en tant qu'organisation distincte, l'un des premiers membres de De Katholieke Verkenners (Les Scouts Catholiques). Il est allé au Jamboree mondial de 1933 à Gödöllö en Hongrie. Après la libération en 1944 de la partie sud des Pays-Bas, il fut un des grands artisans de la reconstruction du scoutisme catholique. Pendant son deuxième mandat en tant que ministre de l'Éducation, de la Culture et de la Science, son secrétaire d'État n'était autre que son ancien chef scout René Hoppener.

### Avocat puis professeur
En 1935, cependant, il a interrompu sa formation théologique pour étudier le droit à l'Université Radboud de Nimègue, après avoir obtenu son diplôme en 1940, il a pratiqué le droit dans cette même ville jusqu'en 1950, enseignant également l'économie.

### Politique

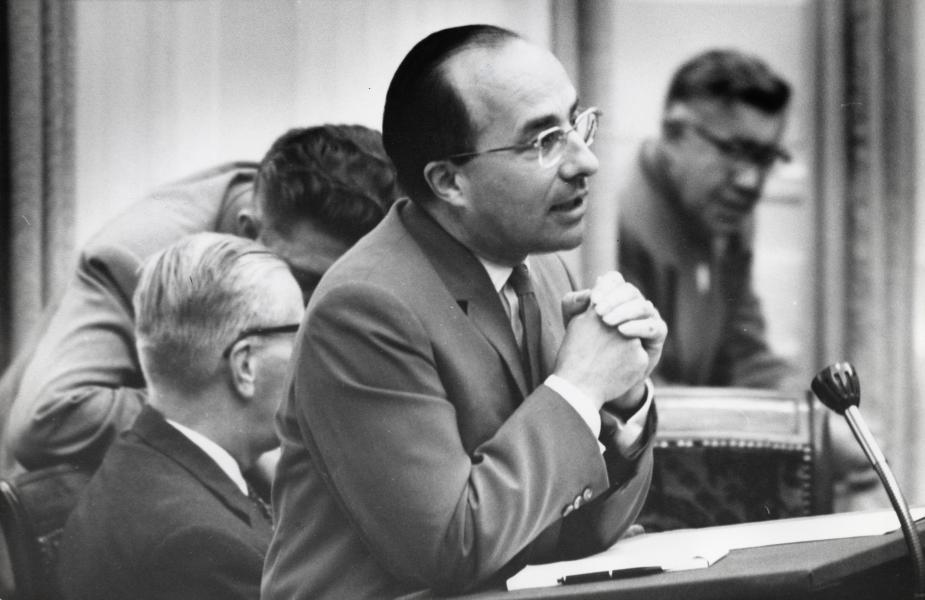
Jo Cals en tant que Ministre de l'Éducation, de la Culture et de la Science, devant la seconde Chambre, en 1961.

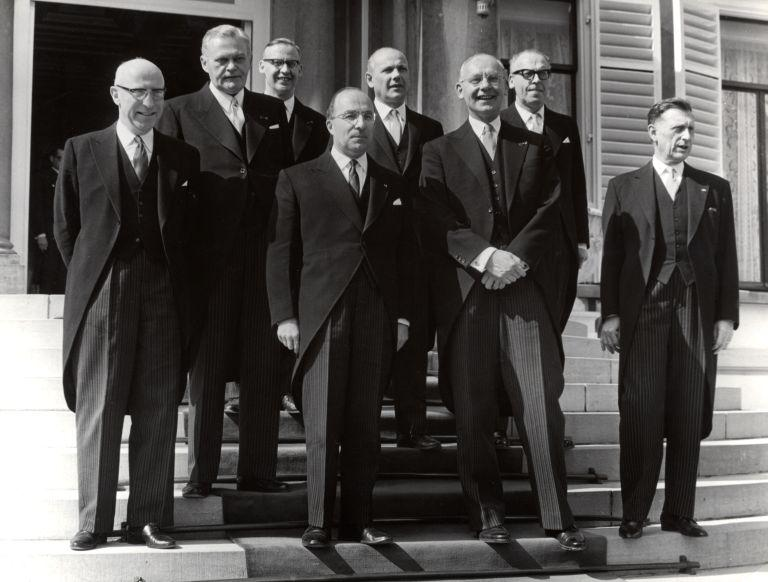
Entrée en fonction comme Premier ministre, en 1965.

En 1945, Cals devient chef du groupe du Parti populaire catholique au conseil municipal de Nimègue jusqu'en 1946. Il est élu député à la seconde Chambre en 1948. Du 15 mars 1950 au 2 septembre 1952, il devient secrétaire d'État à l'Éducation, à la Culture et à la Science dans les cabinets Drees I, II, III, IV, Beel II et De Quay. Il y réussit à faire passer la loi « Mammoetwet », qui a transformé l'enseignement secondaire. Au cours du débat, il a parlé pendant 6 heures et 50 minutes, établissant ainsi un record.
En 1963, en plus de son mandat parlementaire, il devient membre du conseil des gouverneurs de l'université de Groningue, président du Conseil des arts et membre du Conseil de la presse. Dans la foulée de l'effondrement du cabinet Marijnen, Cals est nommé Premier ministre des Pays-Bas, le 14 avril 1965. Il conservera ce poste jusqu'au 22 novembre 1966, où son cabinet tombera à la suite d'une soudaine attaque contre son budget menée par Norbert Schmelzer, connue sous le nom « Nuit de Schmelzer ».
Entre 1968 et 1970, Cals a été chargé du pavillon néerlandais à l'Expo '70 au Japon. À partir de 1967, il a été président du Comité consultatif national sur l'amendement de la Constitution. Cals était réputé être un travailleur acharné, mais cela s'est fait au détriment de sa santé ; il mourut d'une tumeur au cerveau à La Haye le 30 décembre 1971, à l'âge de 57 ans.